# Andi Langenhan
Andi Langenhan (Suhl, RDA, 1 de octubre de 1984) es un deportista alemán que compite en luge en la modalidad individual.
Ganó cuatro medallas en el Campeonato Mundial de Luge entre los años 2008 y 2015, y tres medallas en el Campeonato Europeo de Luge, en los años 2012 y 2013.
Participó en tres Juegos Olímpicos de Invierno, entre los años 2010 y 2018, ocupando el quinto lugar en Vancouver 2010 y el cuarto en Sochi 2014, en la prueba individual.

## Palmarés internacional
| Campeonato Mundial | Campeonato Mundial | Campeonato Mundial | Campeonato Mundial     |
| Año                | Lugar              | Medalla            | Prueba                 |
| ------------------ | ------------------ | ------------------ | ---------------------- |
| 2008               | Oberhof (Alemania) | Medalla de bronce  | Individual             |
| 2011               | Cesana (Italia)    | Medalla de bronce  | Individual             |
| 2013               | Whistler (Canadá)  | Medalla de plata   | Individual             |
| 2015               | Sigulda (Letonia)  | Medalla de plata   | Individual (velocidad) |
| Campeonato Europeo |                    |                    |                        |
| Año                | Lugar              | Medalla            | Prueba                 |
| 2012               | Paramonovo (Rusia) | Medalla de oro     | Individual             |
| 2012               | Paramonovo (Rusia) | Medalla de plata   | Equipo                 |
| 2013               | Oberhof (Alemania) | Medalla de plata   | Individual             |